# Krampelgraben bei Höhenbergen
Krampelgraben bei Höhenbergen este o arie protejată (sit de importanță comunitară — SCI) din Austria întinsă pe o suprafață de 16,45 ha, integral pe uscat.

## Localizare
Centrul sitului Krampelgraben bei Höhenbergen este situat la coordonatele 46°38′39″N 14°33′11″E / 46.6443°N 14.553°E.

## Înființare
Situl Krampelgraben bei Höhenbergen a fost declarat sit de importanță comunitară în mai 2016 pentru a proteja 2 specii de animale.

## Biodiversitate
Situată în ecoregiunea alpină, aria protejată conține 1 habitat natural: Păduri ilirice de Fagus sylvatica (Aremonio-Fagion).
La baza desemnării sitului se află mai multe specii protejate de  nevertebrate (2): carabus variolosus nodulosus (Carabus (variolosus) nodulosus), Cordulegaster heros.